# الکس بنتلی
الکس بنتلی (انگلیسی: Alex Bentley؛ زادهٔ ۲۷ اکتبر ۱۹۹۰) بازیکن بسکتبال اهل ایالات متحده آمریکا است.
از باشگاه‌هایی که در آن بازی کرده‌است می‌توان به آتلانتا دریم اشاره کرد.